# يان بيشوب
يان بيشوب (بالإنجليزية: Ian Bishop)‏ (29 مايو 1965 بليفربول في المملكة المتحدة - ) هو لاعب كرة قدم بريطاني في مركز الوسط. شارك مع منتخب إنجلترا لكرة القدم الرديف. أما مع النوادي، فقد لعب مع مانشستر سيتي وميامي فيوشن ونادي إيفرتون ونادي باري تاون يونايتد ونادي بورنموث ونادي روتشديل ونادي كارلايل يونايتد ونادي كرو ألكساندرا ووست هام يونايتد ونادي رادكليف ‏ وNew Orleans Jesters ‏.

## وصلات خارجية
- يان بيشوب على موقع الدوري الأمريكي (الإنجليزية)
- يان بيشوب على موقع قاعدة بيانات كرة القدم.إي يو (الإنجليزية)
- يان بيشوب على موقع Soccerbase.com (لاعب) (الإنجليزية)
- يان بيشوب على موقع عالم كرة القدم.نت (الإنجليزية)